# Список аеропортів Китаю за пасажирообігом
Найбільші аеропорти Китаю — являють собою серію списків, що класифікують сотню найбільш завантажених аеропортів у Китаї за кількістю загальних пасажирів, включаючи статистичні дані щодо загальних рухів літаків та загальних вантажних перевезень, після офіційного реєстру щорічно починаючи з 2000 року. Дані, представлені тут, надаються цивільною авіацією Адміністрація Китаю (CAAC) і ця статистика не включають результати для спеціальних адміністративних районів Гонконгу та Макао або оскаржуваного регіону Тайваню. І Гонконг, і Макао мають свої регулятори цивільної авіації (Департамент цивільної авіації та Управління цивільної авіації, відповідно).
Списки представлені в хронологічному порядку починаючи з останнього року. Кількість повних пасажирів вимірюється в особах і включає будь-якого пасажира, який прибуває, вилітає або подорожує транзитом у кожному аеропорту країни. Кількість повних рухів літаків вимірюється в літаках та включає відправлення та прибуття будь-якого виду літака за графіком чи статутом. Кількість загальних вантажопотоків у метричних тонах і включає в себе всі рухи вантажу та пошти, які прибувають або виходять з аеропорту.

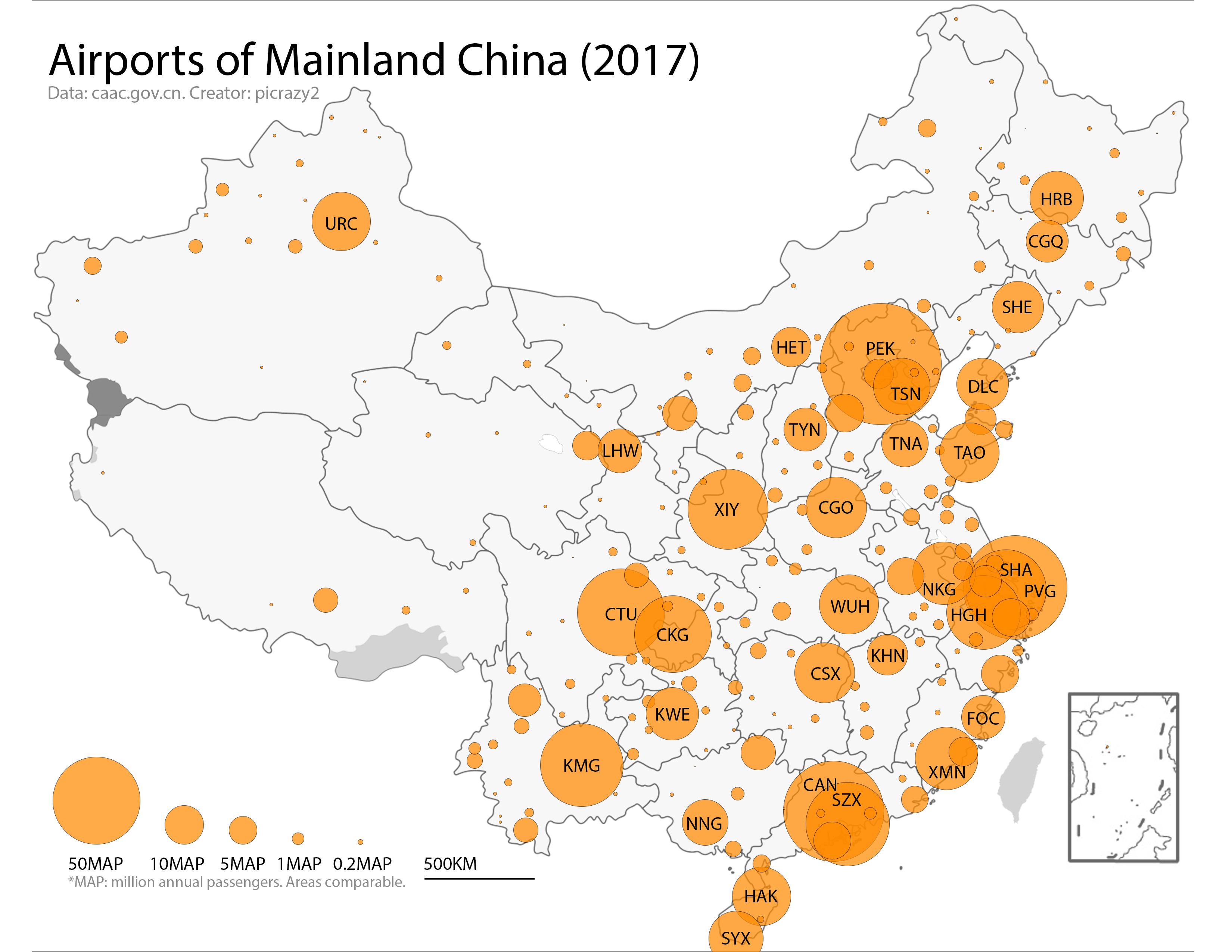
Карта всіх аеропортів материкового Китаю з регулярними регулярними комерційними рейсами відповідно до загальної пасажиропотоки за 2017 рік. Позначено аеропорти з понад 10 млн пасажирів.
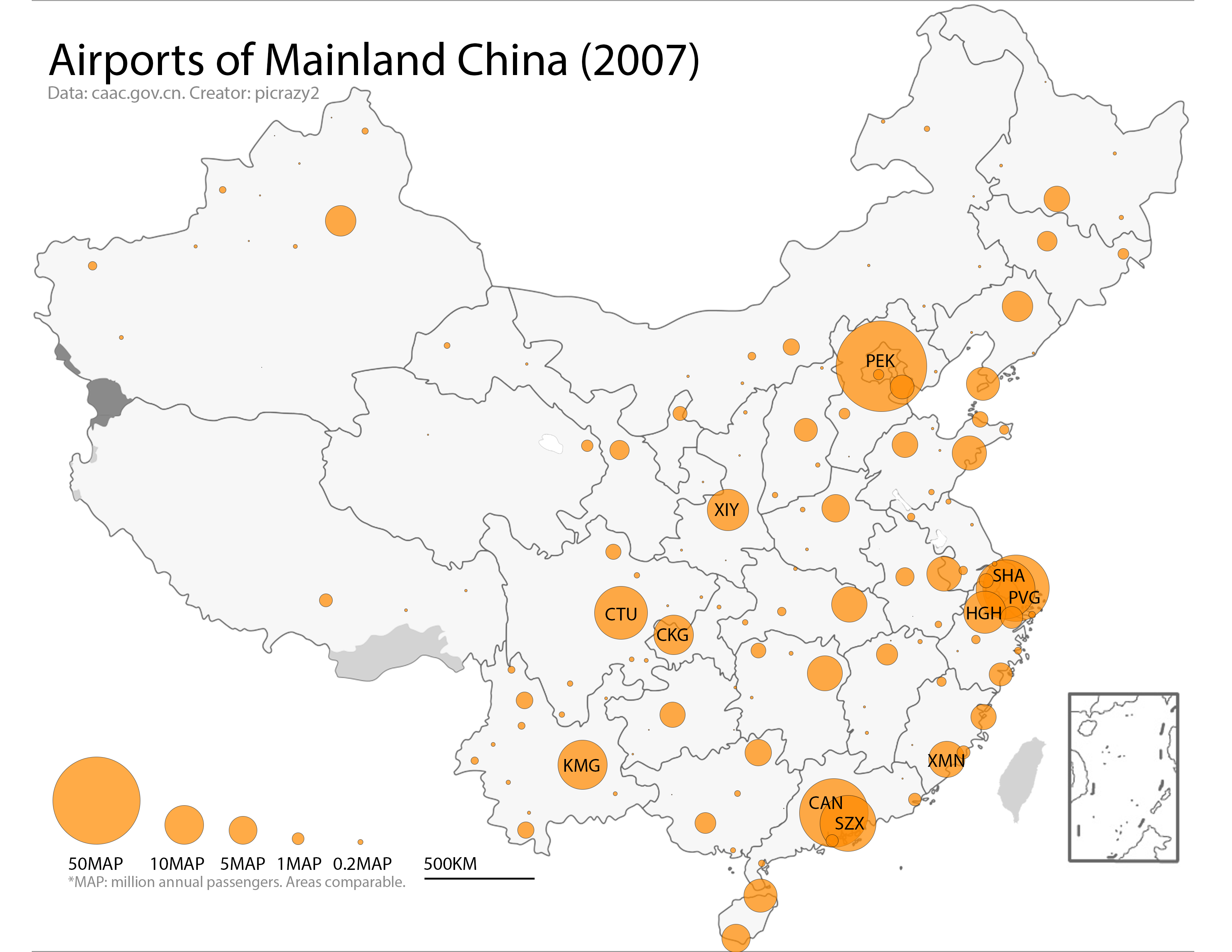
Найзавантаженіші аеропорти в материковому Китаї в 2007 році, з позначеними аеропортами з понад 10 млн пасажирів
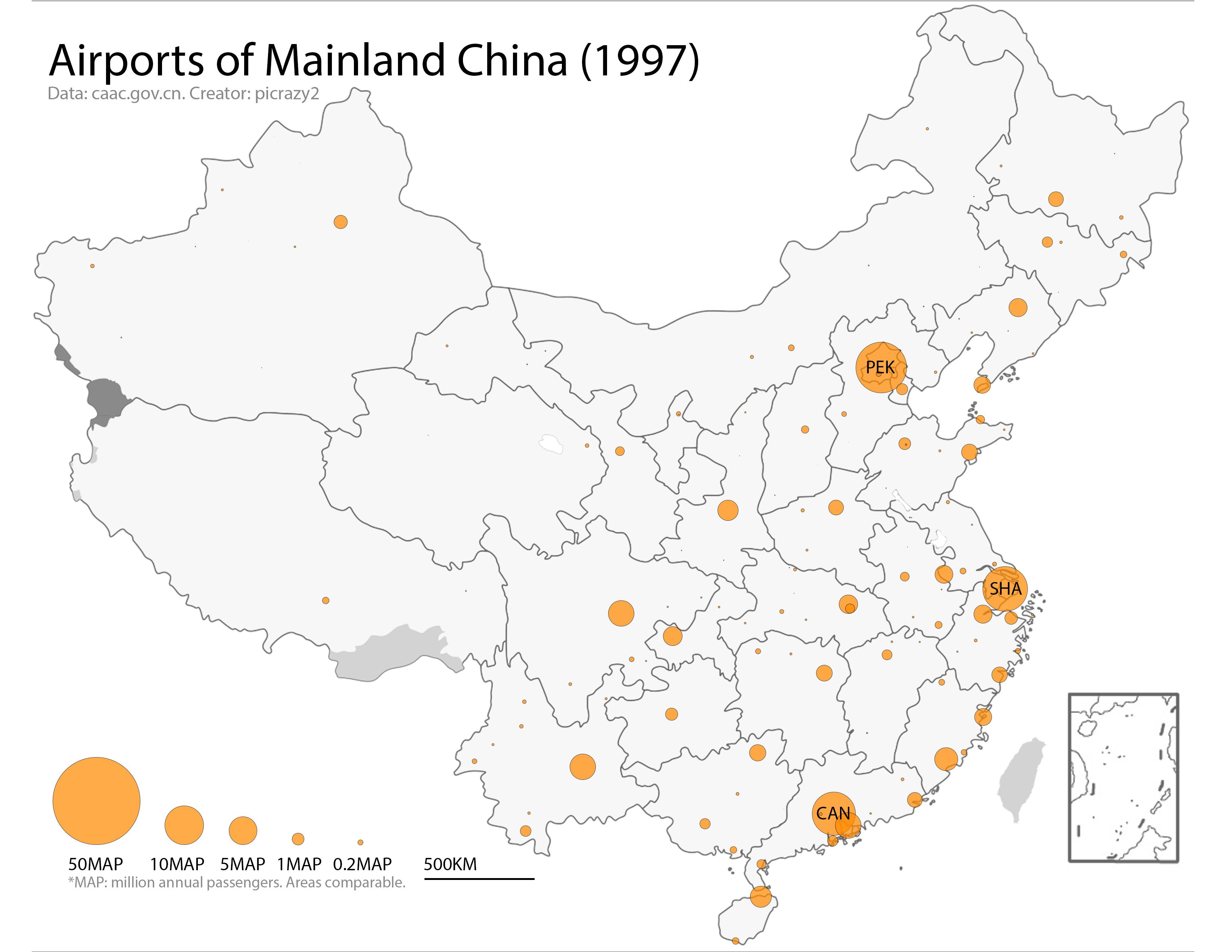
Найзавантаженіші аеропорти материкового Китаю в 1997 році, з аеропортами з понад 10 млн. пасажирів.

Див. джерело запитів Вікіданих та джерела.

## Фінальна статистика за 2017 рік

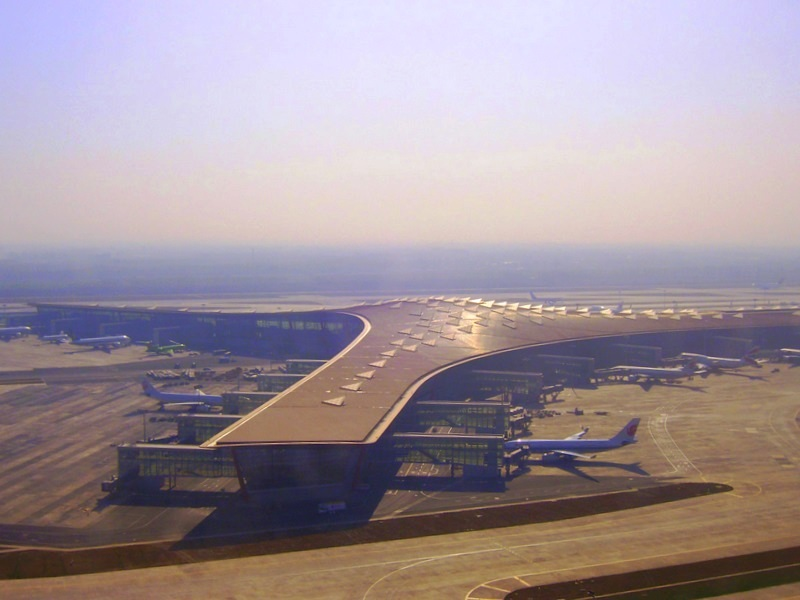
Beijing Capital International Airport, the busiest airport by passenger traffic in China and the second busiest airport in the world, hit the milestone of 95 million annual passengers for the first time in 2017.

Найбільш завантажені аеропорти в Китаї у 2017 році за загальним пасажирообігом, за даними CAAC.
| Місце | Аеропорт                           | Місто       | Регіон                             | IATA/ ICAO | Пасажирообіг |
| ----- | ---------------------------------- | ----------- | ---------------------------------- | ---------- | ------------ |
| 1.    | Міжнародний аеропорт Пекін-Шоуду   | Пекін       | Пекін                              | PEK/ZBAA   | 95,786,296   |
| 2.    | Міжнародний аеропорт Пудун         | Шанхай      | Шанхай                             | PVG/ZSPD   | 70,001,237   |
| 3.    | Міжнародний аеропорт Байюнь        | Гуанчжоу    | Гуандун                            | CAN/ZGGG   | 65,806,977   |
| 4.    | Міжнародний аеропорт Шуанлю        | Ченду       | Сичуань                            | CTU/ZUUU   | 49,801,693   |
| 5.    | Шеньчжень-Баоань                   | Шеньчжень   | Гуандун                            | SZX/ZGSZ   | 45,610,651   |
| 6.    | Куньмін-Чаншуй                     | Куньмін     | Юньнань                            | KMG/ZPPP   | 44,727,691   |
| 7.    | Шанхай-Хунцяо                      | Шанхай      | Шанхай                             | SHA/ZSSS   | 41,884,059   |
| 8.    | Сіань-Сяньян                       | Сіань       | Шеньсі                             | XIY/ZLXY   | 41,857,229   |
| 9.    | Чунцин-Цзянбей                     | Чунцін      | Чунцін                             | CKG/ZUCK   | 38,715,210   |
| 10.   | Ханчжоу-Сяошань                    | Ханчжоу     | Чжецзян                            | HGH/ZSHC   | 35,570,411   |
| 11.   | Нанкін-Лукоу                       | Нанкін      | Цзянсу                             | NKG/ZSNJ   | 25,822,936   |
| 12.   | Сямень-Гаоці                       | Сямень      | Фуцзянь                            | XMN/ZSAM   | 24,485,239   |
| 13.   | Чженчжоу-Сіньчжень                 | Чженчжоу    | Хенань                             | CGO/ZHCC   | 24,299,073   |
| 14.   | Чанша-Хуанхуа                      | Чанша       | Хунань                             | CSX/ZGHA   | 23,764,820   |
| 15.   | Циндао-Лютін                       | Циндао      | Шаньдун                            | TAO/ZSQD   | 23,210,530   |
| 16.   | Ухань-Тяньхе                       | Ухань       | Хубей                              | WUH/ZHHH   | 23,129,400   |
| 17.   | Хайкоу-Мейлань                     | Хайкоу      | Хайнань                            | HAK/ZJHK   | 22,584,815   |
| 18.   | Урумчі                             | Урумчі      | Сіньцзянь                          | URC/ZWWW   | 21,500,901   |
| 19.   | Тяньцзінь-Біньхай                  | Тяньцзінь   | Тяньцзінь                          | TSN/ZBTJ   | 21,005,001   |
| 20.   | Аеропорт Санья                     | Санья       | Хайнань                            | SYX/ZJSY   | 19,389,936   |
| 21.   | Харбін-Тайпін                      | Харбін      | Хейлунцзян                         | HRB/ZYHB   | 18,810,317   |
| 22.   | Гуйян-Лундунбао                    | Гуйян       | Гуйчжоу                            | KWE/ZUGY   | 18,109,610   |
| 23.   | Далянь-Чжоушуйцзи                  | Далянь      | Ляонін                             | DLC/ZYTL   | 17,503,810   |
| 24.   | Шеньян-Таосянь                     | Шеньян      | Ляонін                             | SHE/ZYTX   | 17,342,626   |
| 25.   | Цзінань-Яоцян                      | Цзінань     | Шаньдун                            | TNA/ZSJN   | 14,319,264   |
| 26.   | Наньнін-Усюй                       | Наньнін     | Гуансі-Чжуанський автономний район | NNG/ZGNN   | 13,915,542   |
| 27.   | Ланьчжоу-Чжунчуань                 | Ланьчжоу    | Ганьсу                             | LHW/ZLLL   | 12,816,443   |
| 28.   | Фучжоу-Чанле                       | Фучжоу      | Фуцзянь                            | FOC/ZSFZ   | 12,469,235   |
| 29.   | Тайюань-Усу                        | Тайюань     | Шаньсі                             | TYN/ZBYN   | 12,401,086   |
| 30.   | Чанчунь-Лунцзя                     | Чанчунь     | Цзілінь                            | CGQ/ZYCC   | 11,662,943   |
| 31.   | Наньчан-Чанбей                     | Наньчан     | Цзянсі                             | KHN/ZSCN   | 10,937,105   |
| 32.   | Hohhot Baita International Airport | Хух-Хото    | Внутрішня Монголія                 | HET/ZBHH   | 10,348,617   |
| 33.   | Шицзячжуан-Чжендін                 | Шицзячжуан  | Хебей                              | SJW/ZBSJ   | 9,582,921    |
| 34.   | Нінбо-Ліше                         | Нінбо       | Чжецзян                            | NGB/ZSNB   | 9,390,527    |
| 35.   | Веньчжоу-Юнцян                     | Веньчжоу    | Чжецзян                            | WNZ/ZSWZ   | 9,285,621    |
| 36.   | Чжухай-Цзіньвань                   | Чжухай      | Гуандун                            | ZUH/ZGSD   | 9,216,808    |
| 37.   | Хефей-Сіньцяо                      | Хефей       | Аньхой                             | HFE/ZSOF   | 9,147,128    |
| 38.   | Їньчуань-Хедун                     | Їньчуань    | Нінся-Хуейський автономний район   | INC/ZLIC   | 7,936,445    |
| 39.   | Гуйлінь-Лянцзян                    | Гуйлінь     | Гуансі-Чжуанський автономний район | KWL/ZGKL   | 7,862,015    |
| 40.   | Ліцзян-Саньї                       | Ліцзян      | Юньнань                            | LJG/ZPLJ   | 7,105,345    |
| 41.   | Сунань-Шофан                       | Усі, Сучжоу | Цзянсу                             | WUX/ZSWX   | 6,683,380    |
| 42.   | Яньтай-Пенлай                      | Яньтай      | Шаньдун                            | YNT/ZSYT   | 6,503,015    |
| 43.   | Пекін-Наньюань                     | Пекін       | Пекін                              | NAY/ZBNY   | 5,953,883    |
| 44.   | Сінін-Цаоцзябао                    | Сінін       | Цінхай                             | XNN/ZLXN   | 5,627,696    |
| 45.   | Цюаньчжоу-Цзіньцзян                | Цюаньчжоу   | Фуцзянь                            | JJN/ZSQZ   | 5,340,586    |
| 46.   | Цзеян-Чаошань                      | Шаньтоу     | Гуандун                            | SWA/ZGOW   | 4,851,015    |
| 47.   | Сішуанбаньна-Гаса                  | Цзінхун     | Юньнань                            | JHG/ZPJH   | 3,990,867    |
| 48.   | Лхаса-Гонгар                       | Лхаса       | Тибет                              | LXA/ZULS   | 3,718,350    |
| 49.   | Мяньян-Наньцзяо                    | Мяньян      | Сичуань                            | MIG/ZUMY   | 3,543,403    |
| 50.   | Чанчжоу-Беньню                     | Чанчжоу     | Цзянсу                             | CZX/ZSCG   | 2,510,512    |